# Саншеш Озориу, Жозе
Жозе́ Эдуа́рду Ферна́ндеш де Са́ншеш Озо́риу (порт. José Eduardo Fernandes de Sanches Osório; род. 2 декабря 1940, Лиссабон) — португальский военный и политик, активный участник Революции гвоздик и политической борьбы Жаркого лета. Один из руководителей Движения вооружённых сил, министр в революционном Временном правительстве. Лидер правой Христианско-демократической партии, один из основателей антикоммунистического Демократического движения за освобождение Португалии. После политической стабилизации присоединился к Социально-демократическому центру.

## Военная служба и политические взгляды
Родился в семье коммерсанта. Дед по отцовской линии — Жозе Франсишку де Карвалью Саншеш Озориу — известный португальский военный испанского происхождения.
Жозе Саншеш Озориу поступил на военную службу в инженерные войска. Имел воинское звание майора, служил в генеральном штабе, был профессором Военной академии. Окончил юридический факультет Лиссабонского университета.
По политическим взглядам Жозе Саншеш Озориу был сторонником христианской демократии. Некоторое время он принадлежал к группе офицеров монархо-католического направления. К авторитарному режиму Нового государства относился отрицательно.

## В зигзагах революции

### Один из «капитанов Апреля»
25 апреля 1974 года Жозе Саншеш Озориу решительно поддержал Революцию гвоздик. Был одним из лидеров революционного Движения вооружённых сил (ДВС), возглавлял ДВС в лиссабонском округе Понтинья. Считался одним из «военных героев 25 апреля». Состоял во Временном правительстве Вашку Гонсалвеша, занимал пост министра социальных коммуникаций (информации и связи).
Первоначально Жозе Саншеш Озориу лояльно относился к левым силам и даже Португальской компартии (ПКП). По его словам, он помог ПКП получить помещение для партийной штаб-квартиры. Однако в резком усиление компартии и её ультралевых союзников Саншеш Озориу видел опасность «перехода из одной диктатуры в другую».

26 апреля чистота революции была предана. Никто не замечал, как растаптываются её цветы. Только коммунистическая партия понимала, что происходит.

После сентябрьского кризиса 1974 Жозе Саншеш Озориу возглавил Христианско-демократическую партию (ХДП), выступавшую с позиций политического католицизма и правого антикоммунизма. Заключил соглашение о союзе с председателем Социально-демократического центра Фрейташем ду Амаралом. Создание ХДП было негативно встречено компартией, собрание партии забросали камнями коммунистические активисты. Один из камней попал в Саншеша Озориу. Этот эпизод был отмечен Александром Солженицыным в одной из американских речей.
Саншеш Озориу не получил поста в новом кабинете Вашку Гонсалвеша. ХДП была запрещена за «связи с крайне правыми», Саншеш Озориу уволен из армии.

### Антикоммунистический эмигрант и подпольщик
Под угрозой репрессий Жозе Саншеш Озориу вынужден был эмигрировать через Испанию во Францию, затем в Бразилию, где находился лидер правых сил генерал Антониу де Спинола. Он принял участие в создании Демократического движения за освобождение Португалии (МДЛП) и взял на себя функцию дипломатического представительства МДЛП в Западной Европе. Контактировал в Париже с Александром де Мараншем, обсуждал планы антикоммунистических выступлений в Португалии. Саншеш Озориу скептически, даже с циничной иронией, относился к планам Спинолы организовать вторжение португальских эмигрантов из Испании — но выступал за активную поддержку протестов внутри страны.
В период Жаркого лета Саншеш Озориу нелегально посещал Север Португалии, охваченный антикоммунистическим восстанием, участвовал в планировании и реализации акций МДЛП, руководил подпольными мероприятиями. По собственному признанию, Саншеш Озориу, вместе с Жорже Жардином, участвовал в провокации, в результате которой был подвергнут унизительному обыску в аэропорту архиепископ Браги Франсишку Мария да Силва — результатом стало массовое возмущение консервативных прихожан, протесты и погромы (по другой версии, эту операцию произвёл Рамиру Морейра).

Потом мы ему всё объяснили и извинились. Архиепископ простил нас.

Жозе Саншеш Озориу

В то же время, даже в разгар противостояния Саншеш Озориу придерживался относительно умеренной позиции. Он осуждал ультраправую Армию освобождения Португалии (ЭЛП) за «антидемократизм, фашизм и криптонацизм», подчёркивал, что борьба МДЛП ведётся за демократические идеалы революции 25 апреля.

## Депутат и политик
События 25 ноября 1975 года изменили обстановку в Португалии. Правые силы одержали победу, ситуация постепенно стабилизировалась. МДЛП и ЭЛП вскоре прекратили свою деятельность. 3 марта 1976 Жозе Саншеш Озориу вернулся в Португалию. Неделю он пробыл в тюрьме, освобождён со снятием обвинений. После освобождения и политической реабилитации (с восстановлением в статусе отставного военнослужащего) включился в легальную политику.
На выборах 1979 года был избран в Ассамблею республики от Социально-демократического центра. ХДП была легализована, участвовала в ряде выборов (в том числе в союзе с MIRN Каулзы де Арриага), получала от 0,4 % до 1,2 %, представительства в парламенте не имела. В 2004 году партия самораспустилась.
Жозе Саншеш Озориу выступает с политическими заявлениями в духе правой христианской демократии. Критикует современных португальских политиков — Паулу Порташа, Педру Пасуша Коэлью, Анибала Каваку Силва, сравнивает либеральную Социал-демократическую партию с салазаровским Национальным союзом. Выражает обеспокоенность распространением в обществе потребительских идеалов и слабостью португальской армии.
24 сентября 1983 года Жозе Саншеш Озориу был награждён Большим крестом ордена Свободы.
Жозе Саншеш Озориу — автор книги El engaño del 25 de abril en Portugal — Обман 25 апреля в Португалии.

## Частная жизнь
С 1964 года Жозе Саншеш Озориу был женат на Марии Аделаиде душ Сантуш Серра, дочери известного португальского учёного. От этого брака имеет двух сыновей и двух дочерей. 
В 1978 году женился на Элене Марии да Камара Шавеш. 
В 1997 году ─ вступил в третий брак с Изабел Марией Перештрелу Пинту Рибейру, представительницей старой родовой аристократии.
Жозе Саншеш Озориу ежегодно празднует 25 апреля, непременно держит дома красные гвоздики как революционный символ. В его завещании содержится распоряжение исполнять на похоронах Grândola, Vila Morena — гимн Португальской революции.